# All I Ever Wanted (album)
Pour les articles homonymes, voir All I Ever Wanted.
Albums de Kelly Clarkson
My December
(2007) Stronger
(2011)
Singles
All I Ever Wanted est le quatrième album de la chanteuse américaine Kelly Clarkson, sorti le 6 mars 2009 en Allemagne et en Australie, et le 10 mars aux États-Unis, par son label, RCA Records.
Initialement, le titre de l'album aurait dû être Masquerade, cependant, Kelly Clarkson changea le titre, puisqu'elle apprit qu'il y avait des albums du même thème sur les charts, tels que Funhouse de Pink ou encore Circus de Britney Spears.
L'album se plaça directement en tête des charts américains dès sa sortie, avec plus de 255 000 exemplaires vendus lors de sa première semaine d'exploitation, devenant le deuxième album (après Thankful) de la chanteuse à se classer numéro 1 au Billboard 200.
All I Ever Wanted est certifié disque de platine en Australie et au Canada. L'album s'est vendu actuellement à plus de 930 000 exemplaires aux États-Unis, et à plus d'2 000 000 copies à travers le monde.
Les singles issus de l'album sont : My Life Would Suck Without You, I Do Not Hook Up, Already Gone et All I Ever Wanted.
All I Ever Wanted fut récompensé d'une nomination dans la catégorie Best Pop Vocal Album des Grammy Awards de 2010.

## Production
Kelly Clarkson collabora avec Ryan Tedder, chanteur du groupe One Republic, sur de nombreuses chansons. Ce dernier déclara que les chansons étaient inspirées du groupe Garbage.
Clarkson a également dit lors d'un interview parue sur PopEater qu'une des chansons, coécrite par Ryan Tedder, nommée 'If I Can't Have You était "la rencontre entre Eurythmics et The Killers" et décrivit Cry comme une valse, fortement influencée par la musique Country, et est d'après elle, la chanson la plus personnelle de l'album, ajoutant que le sujet était la trahison.
I Do Not Hook Up et Long Shot étaient initialement écrites pour l'album (A) Katy Perry, de Katy Perry, qui n'a pas été sorti.
Whyyawannabringmedown et All I Ever Wanted ont été écrites par Sam Watters, Louis Biancaniello et le groupe Aranda.
Sam Watters et Louis Biancaniello ont également écrit et produit I Want You et The Day We Fell Apart (uniquement disponible sur l'édition deluxe de l'album). Save You était destinée à paraitre sur l'album du groupe Gone 'Til November, aujourd'hui dissout, et a été coécrite par Aimée-Proal, aidée par Ryan Tedder. If No One Will Listen est extrait de l'album Fearless de Keri Noble sorti en 2004.

## Réception
| Sources              | Scores      |
| -------------------- | ----------- |
| AllMusic             | [ 7 ]       |
| Billboard            | (Positif)   |
| Blender              | [ 9 ]       |
| Entertainment Weekly | (B+)        |
| Los Angeles Times    | [ 11 ]      |
| The Boston Globe     | (Positif)   |
| The New-York Times   | (Positif)   |
| The Observer         | (Positif)   |
| Rolling Stone        | 3/5 étoiles |
| Slant Magazine       | [ 15 ]      |

Les critiques ont été pour la plupart positives. Metacritic a attribué la note de 70/100 à l'album, indiquant que les critiques étaient généralement favorables.
- Houston Chronicle : « La perfection de la pop »
- NPR : « C'est de loin son album le plus intéressant sous tous ses aspects »
- Times & Transcript : « Le nouvel album de Clarkson est une bombe, 4 étoiles sur 5 »
- Access Hollywood : « L'album, du début à la fin, est proche de la perfection »
- Entertainment Weekly : « Elle a simplement tout essayé, coécrivant 6 des 14 chansons de l'album, et fait un faux pas que très rarement »
- The Washington Post : « Cet album est l'un des rares qui devraient résonner à travers le pays »
- Billboard : « Clarkson a toujours eu le sens des affaires. Mais maintenant, elle devient une excellente interprète également »
- Slant Magazine: «Pris en isolation et en dehors du contexte de l'album dans son ensemble --par exemple, à la radio--, presque toutes les chansons ont été bien écrites, malgré les choix de production qui ne montrent pas la réelle capacité vocale de Clarkson et qui attirent trop l'attention sur eux-mêmes.»

## Singles
My Life Would Suck Without You
My life Would Suck Without You, sorti le 13 janvier 2009, est le premier single issu de l'album. Le single rencontre un succès fulgurant, se classant en tête de nombreux charts, la chanson fait également un bond de la 97e place à la 1re place du Billboard Hot 100. L'album doit sa réussite commerciale avant tout à ce single.
I Do Not Hook Up
I Do Not Hook Up, envoyé aux radios le 14 avril 2009, est le second single de l'album. Le clip vidéo a été réalisé par Bryan Barber et a été mis en ligne sur MTV le 20 avril 2009.
Le single n'a pas aussi bien marché que le précédent, mais se classe tout de même à la vingtième position du Billboard Hot 100.
Already Gone
Already Gone, sorti le 11 août 2009, est le troisième single issu d'All I Ever Wanted. La chanson permit à l'album de refaire son entrée dans les charts canadiens. Already Gone resta huit semaines consécutives en tête du Adult Pop Songs aux États-Unis. Le single se plaça numéro 13 au Billboard Hot 100 et numéro 15 au Canada.
All I Ever Wanted
All I Ever Wanted est le quatrième single aux États-Unis et au Canada issu de l'album et a été envoyé aux radios le 9 mars 2010. Aucun clip vidéo a accompagné la sortie du single.

## Liste des titres
| #  | Titre                            | Temps | Auteur (s)                                           | Producteur(s)                   |
| -- | -------------------------------- | ----- | ---------------------------------------------------- | ------------------------------- |
| 1  | "My Life Would Suck Without You" | 3:33  | Dr. Luke, Claude Kelly, Max Martin                   | Dr. Luke, Max Martin            |
| 2  | "I Do Not Hook Up"               | 3:22  | Katy Perry, Kara DioGuardi, Greg Wells               | Howard Benson                   |
| 3  | "Cry"                            | 3:34  | Kelly Clarkson, Jason Halbert, Mark Lee Townsend     | Howard Benson                   |
| 4  | "Don't Let Me Stop You"          | 3:20  | Andreas "Quiz" Romdhane, Josef Larossi, Claude Kelly | Howard Benson                   |
| 5  | "All I Ever Wanted"              | 3:59  | Sam Watters, Louis Biancaniello, Aranda (groupe)     | Sam Watters, Louis Biancaniello |
| 6  | "Already Gone"                   | 4:41  | Kelly Clarkson, Ryan Tedder                          | Ryan Tedder                     |
| 7  | "If I Can't Have You"            | 3:39  | Kelly Clarkson, Ryan Tedder                          | Ryan Tedder                     |
| 8  | "Save You"                       | 4:03  | Ryan Tedder, Aimée Proal                             | Ryan Tedder                     |
| 9  | "Whyyawannabringmedown"          | 2:42  | Sam Watters, Louis Biancaniello, Aranda (groupe)     | Sam Watters, Louis Biancaniello |
| 10 | "Long Shot"                      | 3:36  | Katy Perry, Glen Ballard, Matt Thiessen              | Howard Benson                   |
| 11 | "Impossible"                     | 3:23  | Kelly Clarkson, Ryan Tedder                          | Ryan Tedder                     |
| 12 | "Ready"                          | 3:05  | Kelly Clarkson, Aben Eubanks, Halbert                | Howard Benson                   |
| 13 | "I Want You"                     | 3:31  | Kelly Clarkson, Joakim Åhlund                        | Sam Watters, Louis Biancaniello |
| 14 | "If No One Will Listen"          | 4:03  | Keri Noble                                           | Kelly Clarkson                  |

### All I Ever Wanted (Edition Deluxe)
| #  | Titre                   | Temps | Auteur (s)                                                                    | Producteur(s)                                |
| -- | ----------------------- | ----- | ----------------------------------------------------------------------------- | -------------------------------------------- |
| 15 | "Tip Of My Tongue"      | 4:18  | Kelly Clarkson, Ryan Tedder                                                   | Ryan Tedder                                  |
| 16 | "The Day We Fell Apart" | 4:03  | Sam Watters, Louis Biancaniello, Dre & Vidal, Harry Zelnick, Alexander Chiger | Dre & Vidal, Sam Watters, Louis Biancaniello |

### Chansons bonus
Au Japon :
| #  | Titre            | Temps | Auteur(s)                                        | Producteur(s) |
| -- | ---------------- | ----- | ------------------------------------------------ | ------------- |
| 17 | "Can We Go Back" | 2:52  | Shanna Crooks, Andrew Creighton Dodd, Adam Watts | Howard Benson |

### DVD de l'Edition Deluxe
| # | Titre                                         | Temps |
| - | --------------------------------------------- | ----- |
| 1 | "Making of the Video"                         | 7:35  |
| 2 | "Making of the Album"                         | 6:46  |
| 3 | "My Life Would Suck Without You (clip video)" | 3:33  |
| 4 | "Galerie de Photo"                            | 3:00  |

## Performances commerciales
All I Ever Wanted débuta à la première place du Billboard 200, avec 255 000 copies vendues, devenant le deuxième album de Clarkson à se classer directement à la tête du classement, après Thankful, qui avait vendu plus de 297 000 copies à travers le pays lors de sa première semaine d'exploitation, en 2003.
Lors de la seconde semaine d'exploitation du disque, l'album s'est vendu à plus de 90 000 copies, ce qui lui permit de rester 2 semaines consécutives numéro 1.
Au Royaume-Uni, l'album se vend à plus de 40 000 exemplaires la première semaine, et 15 000 au Canada.
L'album débuta également numéro 6 en Nouvelle-Zélande, devenant l'album de Kelly Clarkson le mieux classé à ce jour dans le pays.

## Position dans les charts
| Chart (2009)               | Meilleure position |
| -------------------------- | ------------------ |
| Australian Albums Chart    | 2                  |
| Austrian Albums Chart      | 4                  |
| Belgian Albums Chart       | 6                  |
| Canadian Albums Chart      | 2                  |
| Pays-Bas                   | 6                  |
| European Top 100 Albums    | 3                  |
| Finnish Albums Chart       | 32                 |
| German Albums Chart        | 4                  |
| Greek Albums Chart         | 19                 |
| Hungarian Albums Chart     | 30                 |
| Irlande                    | 4                  |
| Italie                     | 48                 |
| Mexique                    | 28                 |
| New Zealand Albums Chart   | 6                  |
| Japanese Albums Chart      | 34                 |
| Pologne                    | 32                 |
| South African Albums Chart | 3                  |
| Espagne                    | 40                 |
| Suède                      | 15                 |
| Suisse                     | 7                  |
| UK Albums Chart            | 3                  |
| U.S. Billboard 200         | 1                  |

## Certifications
| Pays         | Certification | Ventes  |
| ------------ | ------------- | ------- |
| Australie    | Platine       | 70 000  |
| Canada       | Platine       | 80 000  |
| Irlande      | Or            | 7 500   |
| Royaume-Uni  | Or            | 200 000 |
| Argentine    | Or            | 20 000  |
| CCG          | Or            | 15 000  |
| Malaisie     | Or            | 10 000  |
| Corée du Sud | Platine       | 10 000  |
| États-Unis   |               | 930 000 |

## Dates de sorties
| Pays                   | Date         |
| ---------------------- | ------------ |
| Irlande                | 6 mars 2009  |
| Allemagne              | 6 mars 2009  |
| Australie              | 6 mars 2009  |
| Royaume-Uni            | 9 mars 2009  |
| Hong Kong              | 9 mars 2009  |
| Pologne                | 9 mars 2009  |
| Nouvelle-Zélande       | 9 mars 2009  |
| Canada                 | 10 mars 2009 |
| Mexique                | 10 mars 2009 |
| Pays-Bas               | 10 mars 2009 |
| États-Unis             | 10 mars 2009 |
| Philippines            | 10 mars 2009 |
| Taïwan                 | 10 mars 2009 |
| Brésil                 | 11 mars 2009 |
| Suède                  | 11 mars 2009 |
| Italie,                | 13 mars 2009 |
| Singapour              | 13 mars 2009 |
| Japon                  | 25 mars 2009 |
| Japon (Édition Deluxe) | 13 mai 2009  |